# ウエスト・ファーマシューティカル・サービス
ウェスト・ファーマシューティカル・サービス（英: West Pharmaceutical Services, Inc.）は、注射用医薬品の包装・送達システムの設計・製造会社である。
1923年にフィラデルフィアのハーマンO.ウエストとJ.R.ワイクによって設立され、ペンシルバニア州エクストンに本社を置く。開発初期には注射薬包装用のゴム部品を製造し、ペニシリンやインスリンの製造者に無菌環境を提供した。

## 会社概要
ウエストは、注射剤送達用部品およびシステム、プラスチック包装、ヘルスケアおよび消費者製品市場向けの送達システム部品を製造している。 2019年の売上高は18億4,990万米ドル。
2003年1月29日、ノースカロライナ州キンストンにあるウエストのゴム製造工場で、可燃性のポリエチレン粉末の蓄積により爆発事故が発生した。
2005年、ウェストはアリゾナ州スコッツデールのテック・グループとイスラエルのラアナナのメディモップ・メディカル・プロジェクト社を買収 。